# Ga Bupyeongsamgeori
Ga Bupyeongsamgeori là ga tàu điện ngầm trên Tuyến 1 của Tàu điện ngầm Incheon.

## Bố trí ga
| Dongsu ↑        |
| \| N/B          |
| ↓ Ganseogogeori |

| Hướng Bắc | ← ● Incheon tuyến 1 Hướng đi Gyeyang                             |
| Hướng Nam | → ● Incheon tuyến 1 Hướng đi Công viên lễ hội ánh trăng Songdo → |

## Vùng lân cận
- Lối thoát 1: Bệnh viện Seoul Sungjun
- Lối thoát 2: Công viên Incheon Gajok
- Lối thoát 3: Trường tiểu học Dongam
- Lối thoát 4: Trường phổ thông Jeil, khách sạn Incheon Gwangwang